# QRIO

소니 큐리오 (2004년)

QRIO(Quest for Curiosity)는 소니에서 2003년에 개발한 휴머노이드 로봇이다.
시제품만 공개되었으며 발매된적은 없다. 2006년 소니의 로봇사업부 구조조정으로 개발이 중단되었다.

## 같이 보기
- 소니
- 크로이노와 FT